# Championnat des Bermudes de football 2006-2007
Navigation
Saison précédente Saison suivante
La saison 2006-2007 du Championnat des Bermudes de football est la quarante-quatrième édition de la Premier Division, le championnat de première division aux Bermudes. Les huit formations de l'élite sont réunies au sein d'une poule unique où elles s'affrontent deux fois au cours de la saison. À l'issue du championnat, les deux derniers du classement sont relégués et remplacés par les deux meilleurs clubs de Second Division.
C'est le club des Devonshire Cougars qui remporte la compétition cette saison après avoir terminé en tête du classement final, avec deux points d'avance sur le tenant du titre, North Village Community Club et cinq sur Boulevard Blazers. Il s’agit du second titre de champion des Bermudes de l'histoire du club après celui remporté en 2005.

## Les clubs participants
- Boulevard Blazers
- Dandy Town Hornets
- Paget Lions FC - Promu de Second Division
- North Village Community Club
- Devonshire Cougars
- PHC Zebras
- Somerset Cricket Club Trojans
- St David Islanders - Promu de Second Division

## Compétition
Le barème de points servant à établir le classement se décompose ainsi :
- Victoire : 3 points
- Match nul : 1 point
- Défaite : 0 point

### Classement
| Rang | Équipe                        | Pts | J  | G | N | P  | Bp | Bc | Diff |
| ---- | ----------------------------- | --- | -- | - | - | -- | -- | -- | ---- |
| 1    | Devonshire Cougars            | 30  | 14 | 9 | 3 | 2  | 37 | 15 | +22  |
| 2    | North Village Community ClubT | 28  | 14 | 8 | 4 | 2  | 40 | 18 | +22  |
| 3    | Boulevard Blazers             | 25  | 14 | 7 | 4 | 3  | 31 | 18 | +13  |
| 4    | Dandy Town Hornets            | 21  | 14 | 5 | 6 | 3  | 35 | 16 | +19  |
| 5    | Somerset Cricket Club Trojans | 19  | 14 | 5 | 4 | 5  | 19 | 23 | -4   |
| 6    | PHC Zebras                    | 16  | 14 | 4 | 4 | 6  | 21 | 25 | -4   |
| 7    | Paget Lions FCP               | 8   | 14 | 2 | 2 | 10 | 15 | 66 | -51  |
| 8    | St David IslandersP           | 6   | 14 | 1 | 3 | 10 | 18 | 35 | -17  |

|  | Champion des Bermudes 2006-2007                                                         |
|  | Relégation en Second Division                                                           |
|  | T : Tenant du titre C : Vainqueur de la Coupe des Bermudes P : Promu de Second Division |

## Bilan de la saison
| Championnat des Bermudes de football 2006-2007 |                               |
| Champion                                       | Devonshire Cougars (2e titre) |
| Coupes et trophées                             |                               |
| Vainqueur de la Coupe des Bermudes 2006-2007   | Devonshire Colts (D2)         |
| Qualifications continentales                   |                               |
| CFU Club Championship 2007                     | Aucun                         |
| Promotions et relégations                      |                               |
| Promus en Premier Division                     | Devonshire Colts              |
| Promus en Premier Division                     | Ireland Rangers FC            |
| Relégués en Second Division                    | Paget Lions FC                |
| Relégués en Second Division                    | St David Islanders            |